# المعتقلون التونسيون في غوانتانامو
اعتقلت الولايات المتحدة اثني عشر تونسي في معتقل غوانتانامو. بينما عدد المعتقلين الكلي هو 779 معتقل إداريًا خارج نطاق القضاء في معتقل غوانتانامو الأمريكي في كوبا منذ فتح معسكرات الاعتقال في 11 يناير 2002، وانخفص العدد إلى 160 تقريبًا في ديسمبر 2013.
في 27 يوليو 2012، ذكرت تونس الآن أن المعتقلين التونسيين الخمسة المتبقين سيتم تربحلول نهاية عام 2012.

## القائمة
| رقم الاعتقال | الاسم                          | الصورة | تاريخ الاعتقال | تاريخ إطلاق السراح | ملاحظات                           |
| ------------ | ------------------------------ | ------ | -------------- | ------------------ | --------------------------------- |
| 38           | رضا بن صالح اليزيدي            |        | 2002-01-12     |                    |                                   |
| 46           | صلاح بن الهادي عاصي            |        | 2002-01-20     | 2010-02-24         | تم نقله إلى ألبانيا               |
| 148          | عادل بن مبروك                  |        | 2002-02-09     | 2009-11-30         | تم نقله إلى أحد السجون في إيطاليا |
| 168          | عادل بن إبراهيم حكيم           |        | [ 5 ]          | 2014-12-30         | تم نقله إلى كزاخستان              |
| 174          | هشام سليتي                     |        | 2002-05-01     | 2014-11-20         | تم نقله إلى سلوفاكيا              |
| 502          | عبد الله بن محمد بن عبيس أورجي |        | 2002-05-01     | 2014-12-08         | تم منحه اللجوء في أوروغواي        |
| 510          | رياض بن محمد طاهر ناصري        |        | 2002-06-08     | 2009-11-30         | تم نقله إلى أحد السجون في إيطاليا |
| 660          | لطفي بن سوي لاغا               |        | 2002-06-14     | 2007-06-17         |                                   |
| 717          | عبد الهادي بن حديدي            |        | 2002-08-05     | 2010-03-23         | تم نقله إلى جورجيا                |
| 721          | عبد الله بن عمر                |        | 2002-08-05     | 2007-06-17         |                                   |
| 892          | رافق بن بشر بن جالود الحامي    |        | 2003-02-07     | 2010-01-24         | تم نقله إلى سلوفاكيا              |
| 894          | لطفي بن علي                    |        | 2003-02-07     | 2014-12-30         | تم نقله إلى كزاخستان              |

## وصلات خارجية
- غوانتانامو: حكاية اثنين من المعتقلين التونسيين، أندي ورثينجتون